# 충청병영 옛 건물
충청병영 옛 건물은 충청북도 청주시 청원구에 있다. 2016년 3월 18일 청주시의 향토유적 제149호로 지정되었다.

## 개요
충청도 병영시설내에 있었던 건물로 추정되며, 조선 후기 청주지역의 관아시설의 건축양식적 특징과 기법을 살펴볼 수 있는 건축사적 의미가 큰 건물이다.